# Bertil Andersson (biokemist)
Bertil Henry Herbert Andersson, född 30 maj 1948 i Risinge församling, Östergötlands län, är en svensk biolog, professor och akademisk ledare.

## Biografi
Andersson är utbildad vid Umeå universitet och avlade sin grundexamen i kemi 1972. Han påbörjade forskarutbildning vid avdelningen för biokemi i Umeå. Eftersom hans forskargrupp senare flyttade till Lund lade han fram sin avhandling Separation of spinach chloroplast lamellae fragments by phase partition: including the isolation of inside-out thylakoids vid Lunds universitet och avlade efter disputation filosofie doktorsexamen där 1978.
Därefter har Andersson fortsatt sin forskning på kloroplastmembranens struktur och funktion, vilket har lett till vidare upptäckter om fotosyntesens ljusreaktion baserat på studier av proteinkomplex i fotosystem.
Han genomförde en postdok-vistelse i Canberra, Australien och 1986 installerades Andersson som professor i biokemi vid Stockholms universitet. Snart därefter blev han ämnesföreträdare för biokemi, för att 1996–1999 tjänstgöra som prodekanus för den naturvetenskapliga fakulteten.
Som rektor för Linköpings universitet förordnades han av regeringen för perioden 1999–2004 och installerades den 5 juni 1999. I slutet av 2003 lämnade Andersson detta förordnande för att han fått tjänsten som ny rektor för Stockholms universitet. Han tillträdde emellertid inte detta uppdrag; i stället utsågs Andersson till Chief Executive för European Science Foundation 2004–2007. Andersson ledde ESF:s arbete från Strasbourg och Bryssel men innehade samtidigt en professur vid Linköpings universitet.
Under åtta år, 1989–1997, var Andersson ledamot och senare ordförande för Nobelkommittén i kemi. Sedan år 2000 är han ledamot av Nobelstiftelsen. Han är även ledamot (invald som nr 1326) av Vetenskapsakademien, klassen för kemi. Han promoverades till filosofie hedersdoktor av naturvetenskapliga fakulteten vid Umeå universitet år 2002 på grund av sitt stora engagemang i Umeå Plant Science Centre.'